# Arena de Nimes
La Arena de Nimes (también Arenas de Nimes según su nombre en francés Arènes de Nîmes) es un anfiteatro romano situado en la ciudad francesa de Nimes, en el departamento de Gard, en la Región de Occitania. Edificado en el año 27 a. C. El coso, que fue remodelado en 1809, se utiliza como coso taurino en el que se  celebran corridas de toros desde 1863. La Arena de Nimes es la sede de dos ferias taurinas al año. También se usa para el programa Intervilles, otro tipo de espectáculo.
El coloso de Nimes es el anfiteatro romano en mejor estado de conservación de los existentes. Tiene un ruedo elíptico de 133 m de largo y 101 m de ancho. Está rodeado por 34 gradas, sustentadas por una construcción abovedada. Tiene capacidad para 16.300 espectadores y cuenta desde 1989 con una cubierta móvil y un sistema de calefacción. Es uno de los colosos taurinos más importantes de Francia.

## Historia
Construido en tiempos de emperador Augusto, al inicio del Imperio, el anfiteatro fue fortificado por los visigodos y rodeado con una muralla. Durante los turbulentos años que siguieron al hundimiento del poder visigodo en Hispania y Septimania, la invasión musulmana y posterior toma por los reyes francos (principios del siglo VIII), los vizcondes de Nimes construyeron su palacio-fortaleza dentro del anfiteatro. Más tarde un pequeño barrio se desarrolló en su interior, el cual contaba con unas cien viviendas y dos capillas. Setecientas personas vivían dentro en su momento de mayor esplendor.
Las construcciones permanecieron en el anfiteatro hasta el siglo XVIII, cuando se decidió eliminarlas para devolver al anfiteatro su aspecto original. La primera corrida de toros celebrada en el anfiteatro tuvo lugar en mayo de 1863, en la que se acartelaron toreros españoles. Sin embargo, Sánchez Neira en su obra El toreo: gran diccionario tauromáquico, indica que en 1853 se realizaron una veintena de corridas de toros en NImes a cargo de Pedro Fernández, banderillero nacido en Valdemoro, y su cuadrilla, actuaciones que se repitieron al año siguiente en 1854.
En Nimes se celebra varios festivales taurinos de índole internacional, el de Pentecostés que reúne a los toreros y ganaderías más destacados a lo largo de una semana con corridas de toros, encierros con toros camargueses y diferentes festejos y el de la feria de la Vendimia en el mes septiembre en la que se celebran diferentes corridas de toros y novillas en el coloso romano Arena de Nimes.

## Conciertos
En la Arena de Nimes también se celebran conciertos musicales y deportivos que, en algún caso, se han grabado y comercializado. 
- En 1987, el boxeador mexicano Julio César Chávez expuso su campeonato mundial súper pluma frente al brasileño Francisco Tomás Da Cruz, a quien noqueo en el tercer asalto.[11][12]
- En septiembre de 1992 el grupo británico Dire Straits actuó y parte del concierto fue editado en su álbum en directo On the night, lanzado en 1993.
- En julio de 2005 el grupo alemán Rammstein actuó y, posteriormente, se editó su concierto en DVD
- En julio de 2009 actuó Metallica, cuyo concierto también se editó en DVD y Blu-Ray, titulado Français Pour Une Nuit.
- En julio de 2012 el dúo de música electrónica Justice actuó y grabó su disco en directo Access All Arenas en este lugar.
- 22º Festival de Nîmes 2018, del 17 al 22 de junio, actuaron Marilyn Manson, Lenny Kravitz, Jamiroquai, Sting, Indochine, Norah Jones, Massive Attack, Texas y Simple Minds entre otros.[13]